# 粗筒苣苔
粗筒苣苔（学名：Loxostigma kurzii）为苦苣苔科斜柱苣苔属下的一个种。該物種花期為7至8月。分佈於中華人民共和國云南西北部、四川西南部的峨眉山以南海拔1800-3500米的山地林中草坡、石上或附生树上。